# Calopteryx aequabilis
Calopteryx aequabilis är en trollsländeart som först beskrevs av Thomas Say 1839.
Calopteryx aequabilis ingår i släktet Calopteryx och familjen jungfrusländor. IUCN kategoriserar arten globalt som livskraftig. Inga underarter finns listade i Catalogue of Life.